# Denny Eriksson
Roger Denny Eriksson, född 18 januari 1935 i Jönköpings Sofia församling, död 22 augusti 2014, var i många år HV 71:s kanslichef. Han utsågs till "Årets smålänning" 1995.

### Fotnoter
1. ↑  Sveriges befolkning 1980, CD-ROM, Version 1.00, Riksarkivet (2011).
2. ↑  Peter Wilsson (22 augusti 2014). ”Vänner och kollegor minns HV71:s Denny Eriksson”. J-nytt. Arkiverad från originalet den 24 augusti 2014. https://web.archive.org/web/20140824071503/http://www.jnytt.se/vanner-och-kollegor-minns-hv71s-denny-eriksson. Läst 26 juli 2015.
3. ↑  PO Nilsson. ”Viktiga kuggar”. HV 71. Arkiverad från originalet den 1 september 2010. https://web.archive.org/web/20100901105148/http://www.hv71.se/Dump/Historia/Viktiga-kuggar/. Läst 27 juli 2012.
4. ↑  ”Stefan Liv utsedd till Årets smålänning”. SR P4. 17 januari 2012. Arkiverad från originalet den 29 oktober 2013. https://web.archive.org/web/20131029184015/http://sverigesradio.se/sida/gruppsida.aspx?programid=91&grupp=15969&artikel=4912787. Läst 27 juli 2012.